# Mohammed Zahir Schah

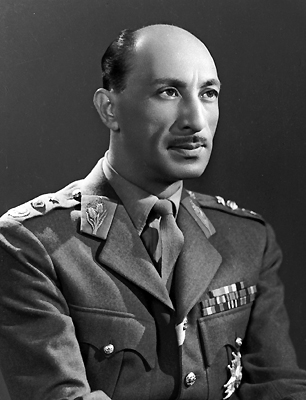
Mohammed Zahir Schah (1963)

Mohammed Zahir Schah (paschtunisch محمد ظاهر شاه DMG Moḥammad Ẓāhir Šāh; auch Mohammed Sahir Schah; * 15. Oktober 1914 in Kabul; † 23. Juli 2007 ebenda) war von 1933 bis 1973 König (Schah) von Afghanistan.

## Kindheit und Jugend
Mohammed Zahir entstammt der paschtunischen Herrscherdynastie Baraksai, die seit 1826 die Herrschaft über Afghanistan ausübte. In Frankreich ausgebildet, wurde der Prinz nach seiner Rückkehr mit achtzehn Jahren zum stellvertretenden Kriegs- und wenige Monate später zum Erziehungsminister ernannt.

## König von Afghanistan
Nach der Ermordung seines Vaters Mohammed Nadir Schah am 8. November 1933 bestieg er mit 19 Jahren den Thron. Die eigentliche Macht übten jedoch, beginnend mit der autoritären Herrschaft von Prinz Sardar Mohammed Haschem Khan, seine Onkel als Ministerpräsidenten aus. Erst 1964 kam es mit der Verabschiedung einer neuen Verfassung durch die Loya Dschirga (Große Ratsversammlung) zur Einführung der konstitutionellen Monarchie. In dieser Zeit setzte sich der König auch für weitere Reformen ein: Frauen bekamen das Wahlrecht und durften Schulen besuchen, die mittelalterliche Infrastruktur des Landes wurde verbessert und das Land öffnete sich nach außen.
Am 9. August 1963 besuchte der Mohammed Zahir Schah Hamburg und trug sich dort in das Goldene Buch der Stadt ein.
Am 17. Juli 1973 wurde Zahir Schah während eines Kuraufenthaltes in Italien durch einen Militärputsch seines Cousins und langjährigen Ministerpräsidenten Mohammed Daoud Khan gestürzt und dankte am 24. August 1973 ab.

## Ehe und Nachkommen
Der damals 17-jährige Mohammed Zahir Schah heiratete am 7. November 1931 die 13-jährige Humaira Begum (1918–2002). Ihrer Ehe entstammen acht Kinder:
- Bilqis Begum (* 17. April 1932)
- Mohammed Akbar Khan (4. August 1933 – 26. November 1942), Kronprinz
- Ahmad Shah Khan (23. September 1934 – 5. Juni 2024), Kronprinz
- Maryam Begum (2. November 1936 – 25. Dezember 2021)
- Mohammed Nadir Khan (21. Mai 1941 – 3. April 2022)
- Shah Mahmud Khan (15. November 1946 – 7. Dezember 2002)
- Mohammed Daoud Pashtunyar Khan (* 14. April 1949)
- Mir Wais Khan (7. Januar 1957 – 29. September 2023)

## Exil und Rückkehr

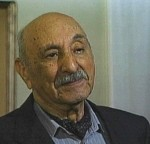
Mohammed Zahir

Seit 1973 verfolgte Mohammed Zahir die politischen Ereignisse in Afghanistan aus dem Exil in Rom, unternahm jedoch während des Sowjetisch-Afghanischen Krieges und des anschließenden Bürgerkrieges keine Versuche, die Entwicklung in seinem Land zu beeinflussen.
Im November 1991 verübte der portugiesische Konvertit Paulo Jose de Almeida Santo im Auftrag der Terrororganisation al-Qaida ein Attentat auf ihn, um zu verhindern, dass er nach Afghanistan zurückkehren und eine neue Regierung anführen könnte. Das Attentat schlug fehl.
Nach dem Beginn des von den USA geführten Krieges gegen das Taliban-Regime in Afghanistan bot sich der Ex-Monarch im Oktober 2001 als Vermittler an und gehörte zu den treibenden Kräften, die u. a. durch die Einberufung einer Loya Dschirga einen geordneten Neubeginn ermöglichten. Am 18. April 2002 kehrte Zahir Schah als „Bürger“ nach Afghanistan zurück und eröffnete am 11. Juni 2002 die Loya Dschirga, die nach der Zerschlagung des Taliban-Regimes grundlegende Beschlüsse zum Neuaufbau Afghanistans fasste. Die Wiederherstellung einer konstitutionellen Monarchie mit Zahir Shah als symbolischem Führer wurde durch die USA verhindert, obwohl eine Mehrheit der Delegierten der Loya Dschirga die Rückkehr des Königs befürwortete. Danach erklärte er seinen Verzicht auf das Amt des Staatsoberhaupts.
2004 wurde Mohammed Zahir in der neuen Staatsverfassung Baba-e Melat („Vater der Nation“) genannt.
Am 23. Juli 2007 starb Zahir Schah nach einmonatiger Krankheit im Alter von 92 Jahren in seiner Residenz in Kabul.